# Altiero Spinelli

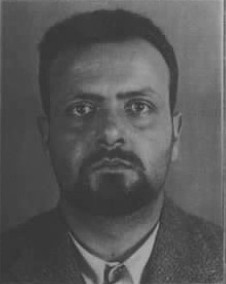
Spinelli podczas internowania na Ventotene

Altiero Spinelli (ur. 31 sierpnia 1907 w Rzymie, zm. 23 maja 1986 tamże) – włoski polityk komunistyczny, zwolennik federalnej koncepcji zjednoczenia Europy. Uznawany za jednego z ojców integracji europejskiej jako osoba, która wywarła wpływ na proces integracji europejskiej po II wojnie światowej.
W latach 1924–1937 członek Włoskiej Partii Komunistycznej, wydalony z partii za krytykę stalinizmu. W latach 1927–1943 więziony i internowany przez rząd Benita Mussoliniego za działalność komunistyczną. W 1941 roku przyczynił się do powstania tekstu zwanego Manifestem z Ventotene, w którym przedstawił swoją wizję zjednoczonej Europy. Pod koniec wojny, w 1943 roku, w Mediolanie założył Europejski Ruch Federalistyczny (Movimento Federalista Europeo), który propagował federalistyczną koncepcję integracji europejskiej. Przez 6 lat (1970–1976) jako członek Komisji Europejskiej był odpowiedzialnym za politykę przemysłową i badania naukowe. W 1979 roku został wybrany na posła do Parlamentu Europejskiego.
W latach 80. odgrywał istotną rolę w procesie integracji europejskiej poprzez sformułowanie idei wzmocnienia traktatów, zwaną planem Spinellego. Plan nie zyskał poparcia parlamentów narodowych i nie został nigdy wprowadzony w życie, stał się jednak inspiracją dla jednolitego aktu europejskiego (1986), który spowodował powstanie wspólnego rynku w obrębie UE.

## Życiorys

### Młodość
W 1924 roku, w wieku 17 lat, wstąpił do Włoskiej Partii Komunistycznej. W 1927 roku, jako radykalny dziennikarz w czasie rządów Narodowej Partii Faszystowskiej (Benita Mussoliniego) został aresztowany za działalność opozycyjną. Spędził w więzieniu 10 lat. Po wybuchu II wojny światowej internowany na wyspie Ventotene wraz z około 800 przeciwnikami reżimu (1939–1943). W więzieniu oddał się pogłębionym studiom i stał się zwolennikiem idei ponadnarodowej integracji. Tamże zaczął krytykować komunizm, szczególnie krytycznie oceniał totalitaryzm stalinowski. Oskarżenie o podważanie bolszewizmu i wspieranie trockizmu spowodowało jego wydalenie z partii.

### Manifest z Ventotene
Pobyt na Ventotene okazał się dla Spinellego decydującym, gdyż miał tam możliwość zapoznania się z pracami kluczowych federalistów i ukształtować swoje federalistyczne poglądy. Największy wpływ na kształtowanie się jego poglądów wywarli amerykańscy federaliści (Alexander Hamilton, John Jay, James Madison), szczególnie ich eseje wydane w dziele pt. Federalist Papers, a także Karol Marks. Razem z Ernestem Rossim (uczestnikiem ruchu oporu) napisał tekst manifestu, w którym wyraził poparcie dla nowego europejskiego ruchu federalistycznego. Był to jeden z pierwszych dokumentów, wzywających do utworzenia po wojnie demokratycznej federacji w Europie, a także ten, w którym przedstawiono argumenty na rzecz konstytucji europejskiej. W Manifeście z Ventotene, początkowo zatytułowanym „W kierunku wolnej i zjednoczonej Europy”, główną tezą było stwierdzenie, że zwycięstwo nad faszyzmem nie zapewni pokoju, jeśli nie ograniczy się państw narodowych. Zdaniem autorów, jeśli nie dojdzie do stworzenia federacji europejskiej (Stanów Zjednoczonych Europy), państwa narodowe w Europie będą zawsze toczyć ze sobą wojny}.
Historia powstania i rozpowszechnienia manifestu była dosyć skomplikowana. Napisany na bibułce papierosowej i przemycany z więzienia, dzięki pomocy Ursuli Hirschmann i Eugenia Colorniego, dokument został opublikowany i zaczął krążyć wśród włoskiego ruchu oporu.

### Ruch federalistyczny
Niedługo po wyjściu Spinellego z internowania odbyło się w Mediolanie 28 sierpnia 1943 roku zebranie założycielskie Europejskiego Ruchu Federalistycznego, gdzie Manifest z Ventotene został przyjęty jako program ruchu. W latach 40. i 50. Spinelli propagował federalistyczną ideę zjednoczonej Europy. Uważał, że dotychczasowe starania i wysiłki w zakresie wzmocnienia integracji europejskiej nie są dostateczne. Jedną z jego tez było, że współpraca międzyrządowa z zachowaniem pełnej suwerenności narodowej w ramach OECD, czy Rada Europy, już nie wystarczy. Z tego powodu angażował się na rzecz działań mogących wpłynąć korzystnie na rozwój sytuacji. Jednym z takich przykładów była próba przeforsowania pomysłu powstania Europejskiej Wspólnoty Obronnej, która ostatecznie nie została powołana.

### Klub Krokodyla
W latach 60. Spinelli był doradcą znanych osobistości, założycielem Instytutu Spraw Międzynarodowych w Rzymie, a w 1970 roku został członkiem Komisji Europejskiej, odpowiedzialnym za politykę przemysłową. Zrezygnował z tego stanowiska w roku 1976, a już w 1979 w pierwszych bezpośrednich wyborach został wybrany do Parlamentu Europejskiego. Uczynił to jako kandydat niezależny na liście Włoskiej Partii Komunistycznej.
Spinelli był jednym z założycieli Klubu Krokodyla. W celu zaproponowania na forum Parlamentu reformy wspólnot europejskich w państwo federalne Spinelli zaczął zbierać wokół siebie podobnie myślących posłów z różnych grup politycznych. Pierwsze spotkanie tej nieformalnej grupy odbyło się w restauracji „Krokodyl” w Strasburgu, od której otrzymała swoją nazwę. Klub opowiadał się za opracowaniem wniosku w sprawie nowego traktatu o unii. Ze względu na polityczną siłę Klubu Parlament powołał w styczniu 1982 roku specjalną komisję, w której Spinelli był głównym sprawozdawcą.

### Plan Spinellego
14 lutego 1984 roku Parlament Europejski, znaczną większością głosów przyjął wniosek Klubu i zatwierdził projekt Traktatu ustanawiającego Unię Europejską (czyli plan Spinellego). Bez poparcia parlamentów narodowych dokument ten został odrzucony przez rządy państw członkowskich – zapewnił jednak impuls do negocjacji, które doprowadziły do przyjęcia Jednolitego aktu europejskiego w 1986 roku i traktatu z Maastricht w 1992 roku.

### Życie prywatne
W 1945 roku poślubił antyfaszystowską niemiecką działaczkę Partii Socjaldemokratycznej i zwolenniczkę federalnej koncepcji zjednoczenia Europy Ursulę Hirschmann, z którą miał trzy córki – Dianę, Barbarę i Sarę. Pasierbica Spinellego wyszła za indyjskiego ekonomistę Amartya Sena.

### Upamiętnienia
Jeden z budynków Parlamentu Europejskiego został nazwany na jego cześć.
15 września 2010 roku, przewodniczący Porozumienia Liberałów i Demokratów na rzecz Europy Guy Verhofstadt zainicjował utworzenie Grupy Spinelli, mającej na celu ożywienie idei federalizacji Unii Europejskiej. W jej skład wchodzi 110 posłów do Parlamentu Europejskiego, w tym czterech z Polski.